# 板眼 (粵調)
板眼是一種粵調，流傳於的廣州、香港、澳門的妓院中，由瞽師自拉秦胡演唱故事以娛樂妓女和客人，故事內容多有關妓女、客人以及社會下層人物，常以一人分飾多角，唱詞多幽默、通俗。由於板眼演出地點僅限於妓院，故1935年香港禁娼後隨即失傳。